# Myliusia challengeri
Myliusia challengeri är en svampdjursart som beskrevs av Henry M. Reiswig och Wheeler 2002. Myliusia challengeri ingår i släktet Myliusia och familjen Euretidae.
Artens utbredningsområde är havet kring Indonesien. Inga underarter finns listade i Catalogue of Life.